# Zygmunt Klemensiewicz (fizyk)
Zygmunt Aleksander Klemensiewicz (ur. 24 kwietnia 1886 w Krakowie, zm. 25 marca 1963 w Gliwicach) – polski chemik i fizyk, profesor chemii fizycznej i elektroniki Politechniki Lwowskiej, taternik i alpinista.

## Życiorys
Był synem Roberta (nauczyciela historii i geografii, dyrektora gimnazjum) i Marii Józefy z Reichmanów (pisarki i tłumaczki literatury skandynawskiej). Od 1892 mieszkał wraz z rodzicami we Lwowie. Uczył się w C. K. V Gimnazjum we Lwowie, gdzie w 1904 zdał z odznaczeniem egzamin dojrzałości (w jego klasie byli m.in. Stanisław Łempicki, Maurycy Schlaffenberg). W latach 1904–1908 studiował chemię, fizykę i matematykę na Wydziale Filozoficznym Uniwersytetu Lwowskiego.
W lipcu 1908 na podstawie pracy Chlorek antymonowy jako rozczynnik jonizujący wykonanej u prof. Stanisława Tołłoczki uzyskał stopień doktora filozofii. Następnie jako stypendysta Wydziału Krajowego wyjechał do Instytutu kierowanego przez prof. Fritza Habera w Karlsruhe. Zajął się nową wówczas dziedziną przewodnictwa elektrycznego w gazach. Pracując z Haberem w Karlsruhe opracował pierwszą elektrodę szklaną, stosowaną później w niezmienionej formie przez dziesięciolecia. Habilitował się w 1912 r. na Uniwersytecie Lwowskim i został docentem na tej uczelni. W 1913 otrzymał stypendium fundacji Carnegie-Curie na wyjazd do Instytutu Radowego w Paryżu, gdzie pracował aż do wybuchu I wojny światowej pod kierunkiem Marii Skłodowskiej-Curie. Zapoznał się tam z zagadnieniami i techniką pomiarów promieniotwórczości. W czasie wojny pracował w Instytucie Pasteura, a później w fabryce salwarsanu. W roku szkolnym 1919/1920 uczył w III Państwowym Gimnazjum im. Króla Stefana Batorego we Lwowie. W latach 1920–1940 był profesorem zwyczajnym chemii fizycznej i elektroniki Politechniki Lwowskiej, był członkiem Polskiego Towarzystwa Politechnicznego we Lwowie. 
Po wybuchu II wojny światowej i agresji ZSRR na Polskę został aresztowany przez NKWD 19 marca 1940 w Nowosielicach k. Doliny. Był więziony w Skolem, Stryju, od marca 1940 w Charkowie, od września 1940 w Starobielsku, gdzie w październiku 1940 został skazany na karę 5 lat łagru. Został wywieziony do Kazachstanu, gdzie odbywał karę (1940–1942). Po układzie Sikorski-Majski odzyskał wolność 28 sierpnia 1942. Ewakuowany wraz Armią Andersa do Iranu latem 1942. Przez Egipt dotarł do Wielkiej Brytanii, gdzie przebywał w latach 1944–1956. Na emigracji członek założyciel Polskiego Towarzystwa Naukowego na Obczyźnie. Po powrocie do Polski 22 kwietnia 1956 był profesorem Politechniki Śląskiej w Gliwicach do przejścia w stan spoczynku w 1960.
Był zapalonym taternikiem i alpinistą. W 1913 r. wydał Zasady taternictwa – pierwszy polski podręcznik taternictwa. Uprawiał narciarstwo – był doświadczonym turystą-narciarzem. Zajmował się także fotografią, w tym fotografią górską, której poświęcił jeden rozdział Zasad taternictwa. W dwudziestoleciu międzywojennym był wiceprezesem PZN. W wielu górskich wyprawach towarzyszyła mu żona Stefania z domu Wieniewska (zm. 2 marca 1975 w Krakowie.). Współzałożyciel Kółka Taterników (później Himalaya Club).
Pochowany na cmentarzu Rakowickim w Krakowie.